# Fundación Amadeu Antonio
La Fundación Amadeu Antonio es una fundación alemana sin ánimo de lucro, fundada en 1998. Su objetivo es fortalecer la sociedad civil para enfrentarse a la extrema derecha. Su lema es «Animar, Aconsejar, Fomentar». Desde el año 2003 la preside una de sus fundadoras, la  (bajo el alias de «Victoria») colaboradora informal de la Stasi; Anetta Kahane.
Su nombre surge como homenaje a Amadeu Antonio Kiowa, asesinado en Eberswalde por neonazis en noviembre de 1990, que fue el primer fallecido por violencia racista después de la reunificación alemana.
La fundación recibió en el año 2015 el Premio por la Paz Lothar Kreyssig por su lucha contra el racismo, el antisemitismo y la xenofobia.